# شیکارپور
شیکارپور (به انگلیسی: Shikarpur, Bulandshahr) یک زیستگاه انسانی در هند است که در ناحیه بلندشهر واقع شده‌است.

## خصوصیات
شیکارپور ۳۳٬۱۳۰ نفر جمعیت دارد و ۱۹۱ متر بالاتر از سطح دریا واقع شده‌است.